# 2023-as német labdarúgó-szuperkupa
A 2023-as német labdarúgó-szuperkupa (hivatalos nevén: 2023 DFL-Supercup) 2023. augusztus 12-én került megrendezésre München városában, a Allianz Arénában. A találkozón a 2023-as bajnok Bayern München és a kupagyőztes RB Leipzig lépett pályára, azaz megismétlődött az előző kiírás párosítása. A Leipzig Dani Olmo mesterhármasával 3–0-ra legyőzte a bajor csapatot, első szuperkupa-győzelmét elérve.

## A csapatok
| Csapat         | Az ezt megelőző döntős szereplések évszámai, félkövérrel szedve a győztes évek                      |
| -------------- | --------------------------------------------------------------------------------------------------- |
| Bayern München | 16 (1987, 1989, 1990, 1994, 2010, 2012, 2013, 2014, 2015, 2016, 2017, 2018, 2019, 2020, 2021, 2022) |
| RB Leipzig     | 1 (2022)                                                                                            |

## Mérkőzés adatok
| 2023. augusztus 12. 20:45 CEST | Bayern München | 0–3         | RB Leipzig                   | Allianz Arena, München Nézőszám: 75000 Játékvezető: Bastian Dankert (Rostock) |
| 2023. augusztus 12. 20:45 CEST |                | Statisztika | - Olmo 3' 44' 68' (11-esből) | Allianz Arena, München Nézőszám: 75000 Játékvezető: Bastian Dankert (Rostock) |

| Bayern München | RB Leipzig |

| GK            | 26 | Sven Ulreich        |     |     |
| RB            | 5  | Benjamin Pavard     | 14' | 46' |
| CB            | 2  | Dayot Upamecano     | 34' |     |
| CB            | 4  | Matthijs de Ligt    |     | 46' |
| LB            | 19 | Alphonso Davies     |     |     |
| CM            | 27 | Konrad Laimer       |     | 46' |
| CM            | 6  | Joshua Kimmich (c)  |     | 78' |
| RW            | 10 | Leroy Sané          |     |     |
| AM            | 42 | Jamal Musiala       |     |     |
| LW            | 7  | Serge Gnabry        |     |     |
| CF            | 39 | Mathys Tel          |     | 63' |
| Substitutes:  |    |                     |     |     |
| GK            | 43 | Tom Ritzy Hülsmann  |     |     |
| DF            | 3  | Kim Mindzse         |     | 46' |
| DF            | 40 | Núszír Mázráví      |     | 46' |
| DF            | 41 | Frans Krätzig       |     |     |
| MF            | 8  | Leon Goretzka       |     | 78' |
| MF            | 38 | Ryan Gravenberch    |     |     |
| MF            | 45 | Aleksandar Pavlović |     |     |
| FW            | 9  | Harry Kane          |     | 63' |
| FW            | 11 | Kingsley Coman      |     | 46' |
| Vezetőedző:   |    |                     |     |     |
| Thomas Tuchel |    |                     |     |     |

| GK           | 21 | Janis Blaswich    |     |     |
| RB           | 39 | Benjamin Henrichs |     | 85' |
| CB           | 2  | Mohamed Simakan   |     |     |
| CB           | 4  | Willi Orbán (c)   |     |     |
| LB           | 22 | David Raum        |     |     |
| CM           | 13 | Nicolas Seiwald   |     |     |
| CM           | 24 | Xaver Schlager    |     |     |
| RW           | 20 | Xavi Simons       |     | 78' |
| LW           | 7  | Dani Olmo         | 71' | 78' |
| CF           | 11 | Timo Werner       |     | 64' |
| CF           | 17 | Loïs Openda       |     | 64' |
| Substitutes: |    |                   |     |     |
| GK           | 25 | Leopold Zingerle  |     |     |
| DF           | 16 | Lukas Klostermann |     | 85' |
| DF           | 23 | Castello Lukeba   |     |     |
| MF           | 10 | Emil Forsberg     |     | 78' |
| MF           | 18 | Fábio Carvalho    |     | 78' |
| MF           | 38 | Hugo Novoa        |     |     |
| MF           | 44 | Kevin Kampl       |     |     |
| FW           | 30 | Benjamin Šeško    |     | 64' |
| FW           | 9  | Yussuf Poulsen    |     | 64' |
| Vezetőedző:  |    |                   |     |     |
| Marco Rose   |    |                   |     |     |